# Paul-André Robert
Paul-André Félix Robert, meglio noto solo come Paul-André Robert (Bienne, 11 ottobre 1901 – Orvin, 20 agosto 1977), è stato un pittore e naturalista svizzero.
Faceva parte di una dinastia di artisti, che comprendeva il nonno Aurèle Robert, il prozio Louis Léopold Robert, il padre Léo-Paul Robert e i fratelli
Théophile e Philippe Robert.

## Biografia
Paul-André Félix Robert nacque l'11 ottobre 1901 a Bienne, in Svizzera, dal pittore Léo-Paul Robert.

Dal 1908 trascorse con la famiglia i mesi estivi a Jorat presso Orvin e intraprese i primi studi dal 1914 al 1918 presso il Collegio di Neuchâtel, soggiornando a Saint-Blaise; iniziò poi anche a lavorare con il padre, del quale continuerà e terminerà i lavori dopo la sua morte nel 1923.
Successivamente si trasferì a Parigi, studiando inizialmente all'Académie Ranson dal 1925 al 1926; poi dal 1928 al 1929 prese lezioni di pittura con il fratello Théophile Robert, concentrandosi sulla composizione e la realizzazione di nature morte, facendo anche studi nei musei sull'arte egizia.
Nel 1930 si sposò con Madeleine Favre e da allora decise di risiedere definitivamente a Jorat. Il 1934 pubblica la sua opera di debutto Les papillons dans la nature, che aprirà la aprirà la strada a una serie di numerose pubblicazioni future. Dal 1940 inizierà a dipingere anche ad olio.
Viaggiò molto, potendo in questo modo osservare e dedicarsi alla fauna e alla flora esotiche, concentrandosi con particolare intensità verso le libellule del biotopo locale di Jorat. Infatti, dal 1956 intraprese numerosi viaggi di studio e lavoro all'estero, come in Brasile, in Portogallo o nella Camargue in Francia. Proprio per il valore scientifico del suo lavoro sulle libellule e le loro larve, nel 1973 verrà nominato dottore honoris causa dall'Università di Neuchâtel.
Morì a 75 anni il 20 agosto 1977 a Orvin.

## Stile
Dei tre figli artisti di Léo-Paul Robert, Paul-André e Philippe Robert furono i due ad aver ereditato dal padre sia la passione per la pittura che quella per la natura.
Paul-André, come illustratore naturalistico, fu molto più versatile dei parenti e dipinse prevalentemente insetti, ma anche piante, fiori tropicali, funghi; inoltre fu l'unico che dipinse quasi esclusivamente soggetti naturalistici, mentre tutto il resto della famiglia si cimentò regolarmente anche in ritratti e paesaggi. Il suo lavoro denota uno spiccato spirito d'osservazione e una grande competenza in ambito naturalistico, che si traducono in un'attenzione estrema verso i dettagli anche quando si tratta di rappresentare le scene dei fondali vegetali e il soggetto principale è invece l'animale.
Le sue opere derivano dall'osservazione diretta dell'animale e molte di queste creazioni derivavano particolarmente dall'osservazione di esemplari catturati in natura e allevati in acquario da Paul-André stesso, permettendogli in tal maniera di trascrivere in pittura i vari dettagli degli animali con grandissima precisione. In particolar modo, la sua passione furono gli Odonati e, proprio per la sua capacità e precisione, le sue opere sono motivo di interesse e studio non solo a livello artistico ma anche e soprattutto a livello scientifico, diventando un grande classico in particolar modo per gli odonatologi e per tutti gli appassionati in generale.
Paul-André padroneggiava sia la tecnica dell'acquerello che quella della pittura a olio, ma anche il disegno a tratto per rappresentare in modo più "pulito" i particolari utili.

## Opere e pubblicazioni

### Opere nella Fondazione Collezione Robert
Nella collezione della Fondazione Collezione Robert sono presenti le opere dei vari membri della famiglia e di Paul-André sono presenti:
- 180 acquerelli e disegni di libellule;
- 115 acquerelli e studi di funghi;
- 32 acquerelli di insetti;
- 60 acquerelli di farfalle europee e brasiliane;
- 50 acquerelli di rapaci, gallinacei, uccelli acquatici e trampolieri;
- 15 acquerelli di pappagalli;
- 40 acquerelli di piante tropicali e di paludi;
- 30 acquerelli di vari animali marini;
- 20 acquerelli di fiori alpini;
- oltre che un gran numero di schizzi, disegni e studi di libellule, insetti, piante ed anche una serie di dipinti, studi e documenti.

### Pubblicazioni
- 1934: Les papillons dans la nature (Le farfalle in natura; 64 tavole a colori e monografie, ed. Delachaux et Niestlé, Neuchâtel/Parigi);[3]
- 1935: Les merveilles de la mer (Le meraviglie del mare; 2 volumi, di cui crostacei e pesci, 15 e 12 tavole a colori, testo di Paul Valéry, ed. Iris Verlag, Berna / ed. Plon, Parigi);[3]
- 1936-37: Les insectes (Gli insetti; 2 volumi, testo e 64 tavole a colori, 152 disegni, ed. Delachaux et Niestlé, Neuchâtel/Parigi);[3]
- 1938: Fleurs des eaux et des marais (Fiori d'acqua e di palude; ed. Delachaux et Niestlé, Neuchâtel);[3]
- 1940: Les rapaces / Les échassiers (I rapaci / I trampolieri; 24 tavole a colori) / Les palmipèdes (I palmipedi; ed. Delachaux et Niestlé, Neuchâtel);[3]
- 1945: Les Fleurs des Alpes (I fiori delle Alpi; 18 tavole a colori, ed. Iris Verlag, Berna / ed. Plon, Parigi);[3]
- 1949-1952: Papillons d'Europe (Farfalle d'Europa; 2 volumi, 48 e 46 tavole a colori, 44 e 69 disegni, ed. Delachaux et Niestlé, Neuchâtel/Parigi);[3]
- 1958: Flore et végétation des Alpes (Flora e vegetazione delle Alpi; 2 volumi, ed. in 1962 da Delachaux et Niestlé, Neuchâtel);[3]
- 1958: Libellules (Libellule; testo e 48 tavole a colori, 64 disegni, ed. Delachaux et Niestlé, Neuchâtel);[3]
- 1960: Perruches australiennes et autres Psittacidés (Parrocchetti australiani e altri Psittacidi; 32 tavole a colori, ed. Delachaux et Niestlé, Neuchâtel);[3]
- 1962: Splendeurs de la faune marine (Splendori della fauna marina; 32 tavole a colori, ed. Delachaux et Niestlé, Neuchâtel);[3]
- 1966: Fleurs tropicales (Fiori tropicali; 32 tavole a colori, 20 disegni, ed. Delachaux et Niestlé, Neuchâtel).[3]